# Idioma bale
Akar-bale (también conocido como Bale) es una lengua o dialecto del andamanés ya extinguida de las islas Andamán, en la India. Es una de las cinco lenguas andamanesas meridionales: Aka-Bea-da, Akar-Bale, Puchikwar, Aukau-Juwoi y Kol.  